# عرض صالح (جبلة)

تعديل مصدري - تعديل

عرض صالح محلة تابعة لقرية حجابة، التابعة لعزلة الربادي بمديرية جبلة إحدى مديريات محافظة إب في الجمهورية اليمنية، بلغ تعداد سكانها 67 حسب تعداد اليمن لعام 2004.